# Motor City Machine Guns

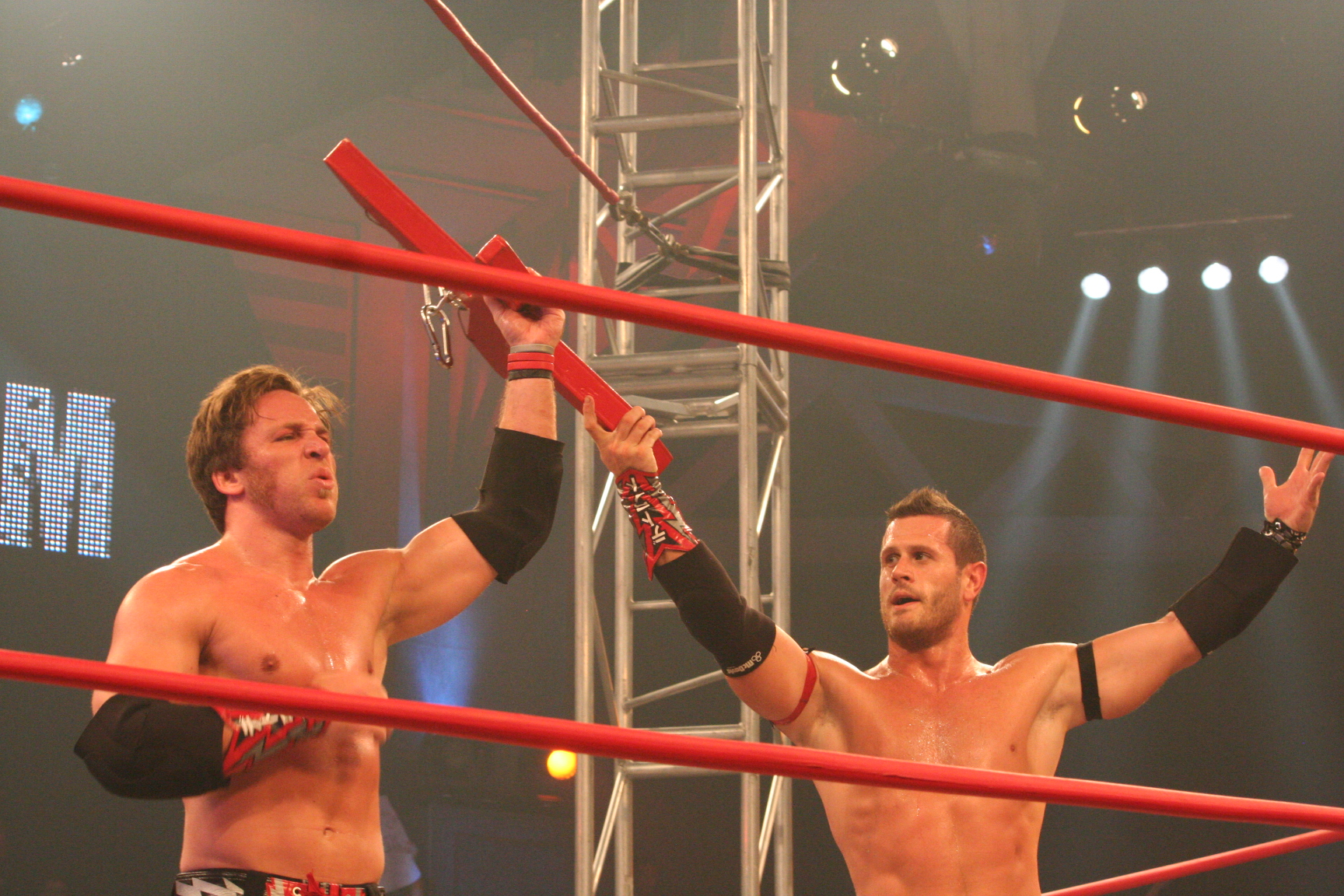
Alex Shelley și Chris Sabin

Motor City Machine Guns este o echipă americană de wrestling profesional formată din Alex Shelley și Chris Sabin.